# Oderisio di Montecassino
Oderisio (o Odorisio) Berardi (Marsica, ... – Montecassino, 2 dicembre 1105) è stato un cardinale e abate italiano dell'abbazia di Montecassino dal 13 settembre 1087 al 2 dicembre del 1105. È venerato come santo dalla Chiesa cattolica.

## Biografia

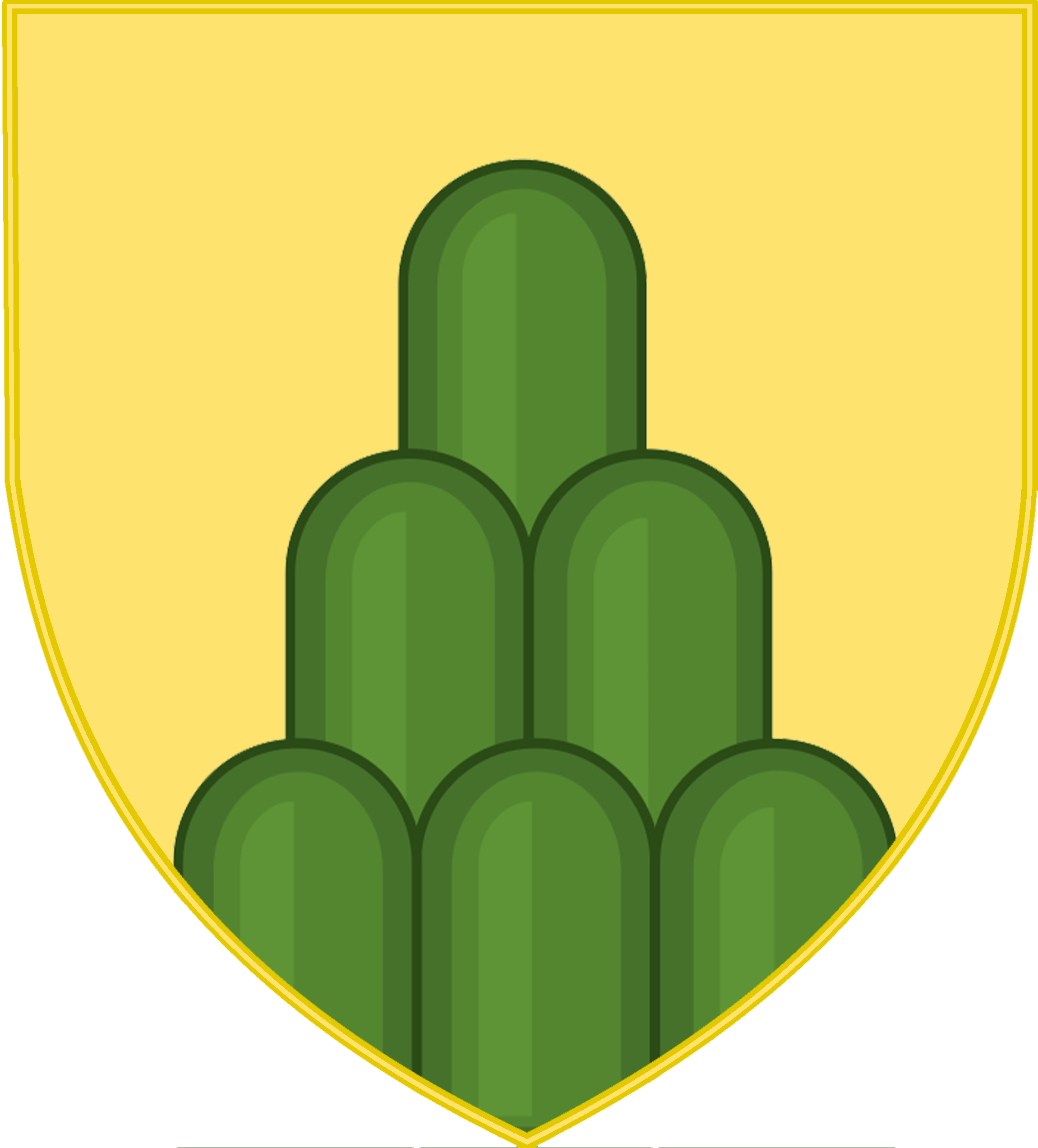
Stemma della famiglia Berardi

Esponente cadetto della famiglia dei Berardi, noti come Conti dei Marsi, fin dalla fanciullezza entrò nell'abbazia di Montecassino, accoltovi poco dopo il 1038 dall'abate Richerio. Messosi in luce per le sue qualità morali e dedito all'osservanza della regola benedettina, dopo il 1058 venne dall'abate Desiderio nominato preposto dell'abbazia cassinense. Quando lo stesso Desiderio divenne papa col nome di Vittore III, nel 1087 Oderisio divenne il 39º abate di Montecassino. Sotto la sua reggenza Montecassino vide accrescere notevolmente i suoi beni temporali, specialmente i territori, grazie al favore di cui godeva l'abbazia presso la corte normanna di Palermo. La sua attività come amministratore cassinense fu prevalentemente volta a continuare l'opera del suo predecessore Desiderio: nel 1090 inaugurò la chiesa di San Martino nel complesso monastico, crollata un ventennio prima e da molto tempo in restauro. Commissionò la costruzione di una nuova chiesa, dedicata a Sant'Andrea e riconsacrò la chiesa di Santo Stefano, voluta da Atenolfo, uno dei suoi antecessori. Favorì inoltre lo studio della tradizione classica: infatti sempre sotto la sua reggenza i cassinensi trascrissero il commento di Macrobio al Somnium Scipionis e le Filippiche. Prese parte al conclave del 1088, in cui venne eletto papa Urbano II. Ottenne da questi un privilegio ecclesiastico per Montecassino in base al quale l'abbazia poteva amministrare una signoria territoriale. Morì nel 1105, ultima creazione cardinalizia superstite di papa Niccolò II.

## Culto
Sant'Oderisio di Montecassino è venerato come santo dalla Chiesa cattolica e viene celebrato il 2 dicembre.